# Аджигэ
Айсиньгьоро Аджигэ (愛新覺羅 阿濟格, 28 августа 1605 — 28 ноября 1651) — талантливый маньчжурский полководец, князь Ин (1644—1651), двенадцатый сын Нурхаци, заложившего основу империи Цин.

## Биография
Аджигэ участвовал военных кампаниях своего отца Нурхаци и старшего брата Абахая. В 1643 году после смерти своего старшего брата, маньчжурского императора Абахая, на княжеском совете бэйлэ Додо и Аджигэ предложили своему брату Доргоню занять вакантный императорский престол, но последний отказался в пользу своего племянника Фулиня. Ввиду его малолетства государством стали управлять два князя-регента — двоюродные братья Доргонь и Цзиргалан. Вскоре Доргонь полностью отстранил от управления своего соперника Цзиргалана и стал править единовластно. Аджигэ стал временным помощником и соратником регента Доргоня. В 1644 году бэйлэ Аджигэ получил от своего племянника, цинского императора Фулиня, титул князь Ин. Начиная с 1644 года, Аджигэ принимал активное участие в маньчжурском завоевании Китая.
В 1650 году после смерти своего младшего брата, принца-регента Доргоня, Аджигэ организовал заговор, чтобы захватить должность регента, но был раскрыт и помещён под арест. В ноябре 1651 года под давлением императора Фулиня Аджигэ вынужден был покончить жизнь самоубийством.
От четырёх жен имел двенадцать сыновей и пять дочерей.